# Dido Kvaternik
Eugen Dido Kvaternik (Zagreb, 1910 – Río Cuarto, Argentina, 1962) fue un teniente general croata, perteneciente a la Ustaše, y el jefe de la Ustaška Nadzorna Služba (o UNS), la policía secreta del Estado Independiente de Croacia, aliado a la Alemania nazi. En su momento, fue considerada una de las dos personas más importantes de Croacia, junto a Ante Pavelić.

## Biografía
Conoció a Pavelić cuando militaba en el Partido de los Derechos croata. Fue acusado de planificar dos asesinatos contra Alejandro I de Yugoslavia, por lo que estuvo encerrado en una prisión italiana por dos años, hasta 1936, cuando lo transfirieron a la isla de Lipari, en la costa siciliana. Allí se reunió con futuros integrantes de la Ustaše.
Retornó a Croacia en 1941, unos días más tarde de la proclamación del Estado Independiente. Ocupó varios cargos públicos hasta su nombramiento como jefe de la Ustaše, cuando el organismo se fundó, en agosto de ese mismo año. Desde allí, controló varios campos de concentración.
Kvaternik inició un régimen de terror contra serbios, judíos, gitanos y otros “enemigos del Estado”, ganándose el mote de “Himmler de la Ustaše”. En 1943, tras algunas divergencias con Pavelić, él y su padre, Slavko -en ese momento jefe del Ministerio de Guerra-, se exiliaron en Eslovaquia, Austria e Italia, y luego de la guerra escaparon a Argentina, con la ayuda de la Iglesia.
Desde Argentina realizó acciones subversivas contra el gobierno de Tito, a partir de la reorganización de miembros de la Ustaše. El Estado argentino, por su parte, desoyó los pedidos de extradición a Yugoslavia. En 1962, en Río Cuarto, tras un accidente automovilístico, murió junto a su hija Olga, mientras que su mujer Olga y sus hijos Eugenio y Davor sobrevivieron.
El Ministerio de Ciencia y Tecnología croata editó sus memorias en 1995.
Su hijo, Eugen Slavko Kvaternik, se hace llamar Eugenio Kvaternik y es un prominente politólogo de Argentina, autor de varias publicaciones, libros y artículos.